# Geraldo Guedes
Antônio Geraldo de Azevedo Guedes (Caruaru, 1 de agosto de 1919 – 16 de junho de 2007) foi um advogado e político brasileiro.
Filho de Felismino Guedes e de Percina de Azevedo Lira Guedes. Casou com Velinda Marback de Azevedo Guedes.
Filiado ao Partido Libertador (PL), nas eleições estaduais em Pernambuco em 1958 foi eleito deputado federal. Filiado ao Partido Social Democrático (PSD), voltou a concorrer às eleições de 1962, nas quais obteve uma suplência. Deixou a Câmara em janeiro de 1963 e tornou a ocupar uma cadeira entre julho e outubro de 1963. Novamente chamado à Câmara em abril de 1964, com a extinção dos partidos políticos pelo Ato Institucional Número Dois e posterior instauração do bipartidarismo, filiou-se à Aliança Renovadora Nacional (Arena). Reeleito pela Arena nas eleições de 1966 e de 1970. Tornou a eleger-se nas eleições estaduais em Pernambuco em 1974. Foi novamente reeleito nas eleições estaduais em Pernambuco em 1978.